# پروفایلومتر

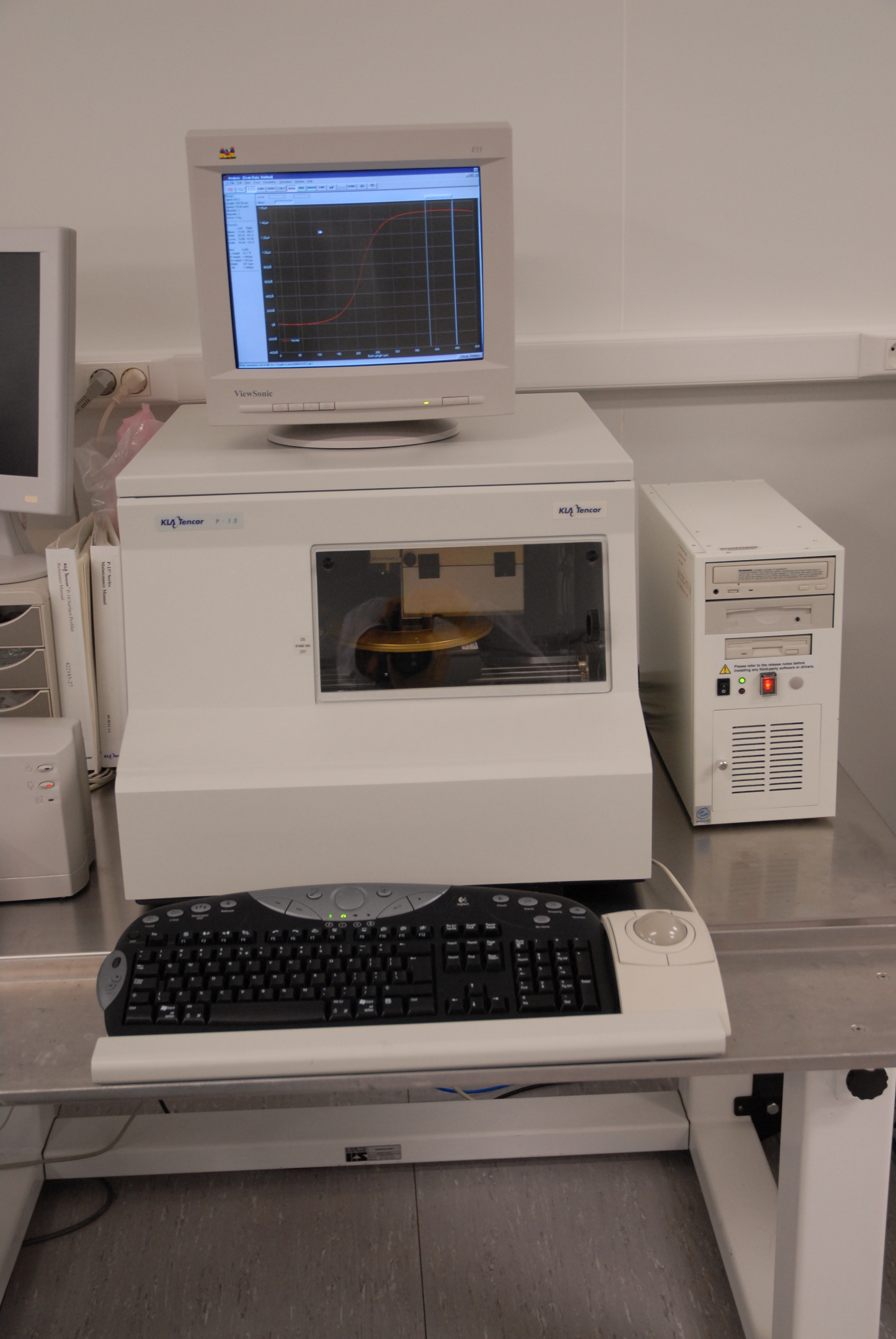
یک پروفایلومتر تماسی در اتاق تمیز

نحوه عملکرد یک پروفایلومتر

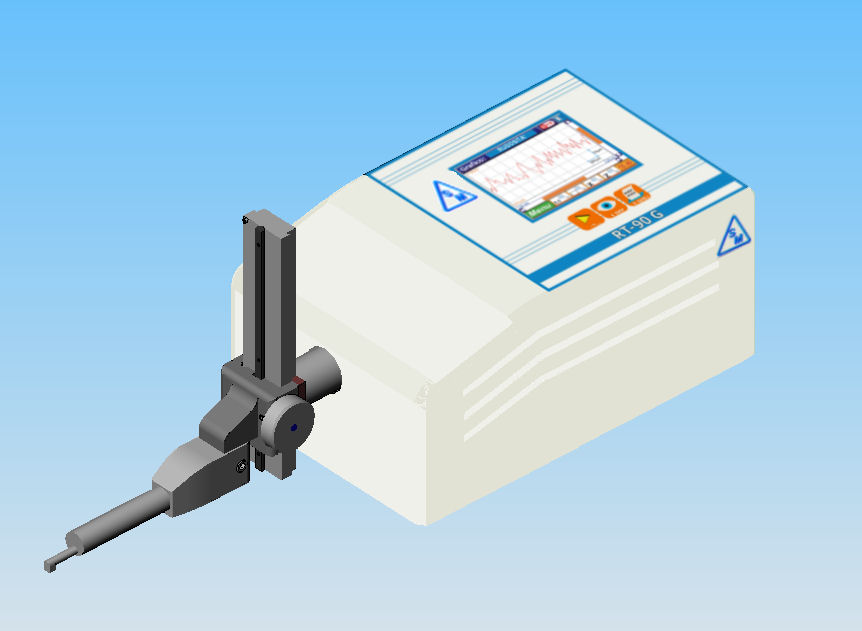
نمای سه بعدی یک پروفایلومتر سوزنی

پروفایلومتر (به انگلیسی: Profilometer) یک ابزار اندازه گیری است. از این وسیله برای اندازه گیری پرداخت سطح به منظور تعیین کردن میزان زبری آن استفاده می شود. ابعاد بحرانی مثل پله، انحنا، صافی از توپوگرافی سطح محاسبه می شود.
نیمرخ سنج در مفهوم تاریخی، وسیله ای شبیه به یک گرامافون بود که سطح را در حین جابجایی نسبت به سوزن قلم پروفیلومتر اندازه گیری می کند. این مفهوم با ظهور بسیاری از تکنیک های پروفیلومتری غیر تماسی در حال تغییر است.
فن آوری های غیر اسکن سطح شناسی ، سطح را در یک دوربین واحد اندازه گیری می کنند. همچنین پروفیلومترهایی که در عصر کنونی استفاده می شوند، نه تنها توپوگرافی ساکن را اندازه گیری می کنند، بلکه می توانند توپوگرافی پویا را نیز اندازه گیری کنند - چنین سیستم هایی به عنوان پروفیلومترهای تفکیک شده با زمان توصیف می شوند.

## انواع
روش‌های نوری: شامل روش‌های مبتنی بر تداخل سنجی مانند DHM ، تداخل سنجی اسکن عمودی، تداخل سنجی نور سفید، تداخل سنجی تغییر فاز، و میکروسکوپ تداخل دیفرانسیل است. لازم به ذکر است که روش های تشخیص فوکوس متنوعی وجود دارد. روش هایی مثل تشخیص شدت، تنوع فوکوس (تمرکز)، تغییر فوکوس ، تشخیص دیفرانسیل، روش زاویه بحرانی، روش آستیگماتیک، روش فوکو و میکروسکوپ کانفوکال از جمله این روش ها هستند.
روش‌های تماسی و شبه-تماسی: به 4 دسته تقسیم می شوند. سوزن قلم پروفیلومتر (مکانیکی)، میکروسکوپ نیروی اتمی و میکروسکوپ تونلی روبشی می باشد.

## پروفیل سنج های تماسی
نوک سوزنی یک الماس در هنگام تماس با یک نمونه به صورت عمودی حرکت می‌کند و بعد از آن در یک فاصله و نیروی تماس مشخص، به صورت جانبی در سراسر نمونه حرکت می‌کند. نیمرخ سنج می تواند به عنوان تابعی از موقعیت، تغییرات سطحی کوچک در جابجایی نوک سوزنی راستای عمودی را اندازه گیری کند. یک پروفیلومتر معمولی می‌تواند ویژگی‌های عمودی کوچکی را در ارتفاع 10 نانومتر تا 1 میلی‌متر اندازه‌گیری کند. لازم به ذکر است که موقعیت ارتفاع نوک سوزنی الماس یک سیگنال آنالوگ تولید می کند. سیگنا انالوگ تولید شده به سیگنال دیجیتال تبدیل می شود. سپس این سیگنال دیجیتالی تولید شده ذخیره می شود. پس از آن سیگنال تجزیه و تحلیل شده و در نهایت نمایش داده می شود. شعاع نوک سوزنی الماس از 20 نانومتر تا 50 میکرومتر متغیر است و وضوح افقی توسط سرعت اسکن و نرخ نمونه برداری سیگنال داده، کنترل می شود. نیروی ردیابی نوک سوزنی می تواند از کمتر از 1 تا 50 میلی گرم متغیر باشد.
پروفی سنج های تماسی مزیت های متنوعی دارند. از جمله فواید آن می توان به استقلال سطح و رزولوشن اشاره کرد. اغلب استانداردهای کیفیت سطح جهانی برای پروفیلومترهای تماسی نوشته شده است. جهت همگام شدن با روش های معاصر، این نوع پروفیل سنج ها اکثرا مورد نیاز هستند. همچنین باید اشاره کرد که تماس با آلودگی همراه است و در محیط های آلوده، روش های غیرتماسی ممکن است که به جای سطح، آلودگی های سطح را اندازه گیری کنند. از آنجایی که نوک سوزنی با سطح در تماس است، روش های تماسی به بازتاب سطح یا رنگ حساس نیست. شعاع نوک قلم می تواند به کوچکی 20 نانومتر باشد که به طور قابل توجهی بهتر از پروفایل نوری نور سفید است. وضوح عمودی نیز معمولاً زیر نانومتر است.

## پروفیل سنج های غیرتماسی
پروفیل سنج های نوری یکی از روشی غیرتماسی ای است که می تواند اطلاعات مشابهی را مانند روش های مبتنی بر روش های تماسی (پروفیلومتر مبتنی بر قلم) ارائه دهد. روشهای متعددی در حال حاضر مورد استفاده قرار می‌گیرند. تز جمله ی این روش ها می توان به مثلث‌سازی لیزری (حسگر مثلثی)، میکروسکوپ کانفوکال (مورد استفاده برای نمایه‌سازی اجسام بسیار کوچک)، تداخل سنجی اسکن انسجام ، و هولوگرافی دیجیتال اشاره کرد.
پروفیل سنج های نوری نیز مزایای متعددی دارند. از جمله این مزیت ها می توان به سرعت، قابلیت اطمینان و اندازه نقطه اشاره کرد. برای فرآیندهای کوچک اسکن سه بعدی، سرعت اسکن به دلیل اینکه این نوع پروفیل سنج ها تماسی با سطح ندارند، توسط نور منعکس شده از سطح و سرعت الکترونیک محاسبه می شود. درعین حال برای انجام فرآیندهای بزرگتر، اسکن سه بعدی روی پروفایلر نوری می تواند بسیار کندتر از اسکن دو بعدی روی پروفیل سنج قلمی باشد که یکی از روش های تماسی بود. پروفیل سنج های نوری با سطح تماس نمی گیرند و بنابراین نمی توانند در اثر سایش سطح یا اپراتورهایی که دقت لازم را ندارند آسیب ببینند. بسیاری از پروفیلومترهای غیر تماسی حالت جامد دارند که باعث کاهش قابل توجه تعمیر و نگهداری می شود. اندازه نقطه یا وضوح جانبی روش‌های نوری از چند میکرومتر تا زیر میکرومتر متغیر است.

### پروفیل سنج های تفکیک شده با زمان
فن آوری های غیر اسکن مانند میکروسکوپ دیجیتال هولوگرافیک قابلیت اندازه گیری توپوگرافی سه بعدی بلادرنگ را ارائه می دهد. این امر از طریق یک دوربین تکی به دست می‌آید و امکان اندازه‌گیری را فقط با سرعت گرفتن دوربین محدود می‌کند. برخی از سیستم ها می توانند توپوگرافی را با نرخ فریم تا 1000 فریم بر ثانیه اندازه گیری کنند. سیستم‌های زمان‌بندی شده با امکان اندازه‌گیری تغییرات توپوگرافی در طول زمان، مانند فرآیند بهبود مواد هوشمند یا حرکت نمونه‌ها، این قابلیت را بیشتر افزایش می‌دهند. در کاربردهای خاص، پروفیلومترهای با زمان تفکیک شده را می توان با یک واحد استروبوسکوپی برای اندازه گیری ارتعاشات MEMS در محدوده مگاهرتز ادغام کرد. واحد استروبوسکوپی با ارائه سیگنال تحریک به MEMS و فعال کردن منبع نور و دوربین برای اندازه‌گیری‌های هماهنگ عمل می‌کند.
پروفیلومترهای با زمان تفکیک شده مزیت قابل توجهی در انعطاف پذیری خود در برابر ارتعاشات ارائه می دهند و آنها را از روش های اسکن متمایز می کنند. قابل توجه است که زمان بدست آوردن پروفیلومترهای با تفکیک زمانی در محدوده میلی ثانیه قرار می گیرد که تفاوت قابل توجهی با تکنیک های اسکن دارد. علاوه بر این، آنها نیاز به کالیبراسیون عمودی را از بین می برند، زیرا اندازه گیری های عمودی آنها مستقل از مکانیزم اسکن است. در عوض، میکروسکوپ دیجیتال هولوگرافیک کالیبراسیون عمودی ذاتی را از طریق طول موج منبع لیزر فراهم می کند. با اذعان به ماهیت پویای نمونه‌ها و پاسخ‌های آن‌ها به محرک‌های خارجی، اندازه‌گیری‌های حین پرواز امکان گرفتن توپوگرافی‌های نمونه متحرک با زمان‌های نوردهی کوتاه را فراهم می‌کنند. علاوه بر این، با ادغام سیستم با یک واحد استروبوسکوپی، اندازه گیری ارتعاشات MEMS امکان پذیر می شود.

### پروفیل سنج های نوری مبتنی بر فیبر
پروفیلومترهای نوری مبتنی بر فیبر نوری با اسکن سطوح از طریق پروب های نوری کار می کنند، که سیگنال های تداخل نور را از طریق یک فیبر نوری به آشکارساز پروفیلومتر ارسال می کنند. قابل توجه است، این پروب های مبتنی بر فیبر می توانند صدها متر دورتر از محفظه آشکارساز قرار گیرند بدون اینکه دچار تخریب سیگنال شوند. فراتر از این، استفاده از پروفیلومترهای نوری مبتنی بر فیبر مزایای بیشتری از جمله انعطاف پذیری را ارائه می دهد که به دلیل استحکام و انطباق پذیری آنها را به آسانی در فرآیندهای صنعتی ادغام می کند. علاوه بر این، قابلیت آنها برای بدست آوردن پروفیل طولانی آنها را به ویژه مزیت می بخشد. قابل توجه است که قطر پروب کوچک آنها امکان اسکن سطوح را حتی در مناطق چالش برانگیز مانند شکاف های باریک یا لوله های با قطر کوچک فراهم می کند.
قابلیت ذاتی این کاوشگرها برای به دست آوردن یک نقطه در یک زمان، همراه با سرعت بالای نمونه گیری آنها، دستیابی به پروفیل های سطحی طولانی و پیوسته را تسهیل می کند. قابل ذکر است، اسکن می‌تواند در محیط‌هایی که خصمانه در نظر گرفته می‌شوند، از جمله دماهای شدید از بسیار گرم تا برودتی، یا حتی در اتاق‌های رادیواکتیو، در حالی که آشکارساز در یک فاصله ایمن در یک محیط امن برای انسان قرار دارد، رخ دهد. کاوشگرهای مبتنی بر فیبر علاوه بر افزایش کاربردشان، می‌توانند بدون زحمت در سناریوهای مختلف در فرآیند نصب شوند، چه در بالای شبکه‌های متحرک قرار گرفته باشند و چه بر روی مجموعه‌ای از سیستم‌های موقعیت‌یابی نصب شوند.

## کاربردها
پروفیلومتر شیار به منظور اندازه گیری هندسه مقطع شیارها و راه راه ها، نقش حیاتی در ارزیابی شیارها ایفا می کند.